# Khīābān
Khīābān (persiska: خيابان, Kheyābān) är en ort i Iran.   Den ligger i provinsen Khorasan, i den östra delen av landet, 800 km öster om huvudstaden Teheran. Khīābān ligger 987 meter över havet och antalet invånare är 395.
Terrängen runt Khīābān är huvudsakligen platt, men västerut är den kuperad. Terrängen runt Khīābān sluttar brant österut. Runt Khīābān är det ganska glesbefolkat, med 30 invånare per kvadratkilometer. Närmaste större samhälle är Tāybād, 17,8 km öster om Khīābān. Omgivningarna runt Khīābān är i huvudsak ett öppet busklandskap.